# Euskadiko Ezkerra
Euskadiko Ezkerra (La Gauche du Pays basque en basque) était une coalition puis un parti politique nationaliste et de gauche du Pays basque et de Navarre, qui finit par fusionner avec la fédération basque du PSOE en 1993 afin de constituer le Parti socialiste d'Euskadi-Euskadiko Ezkerra (PSE-EE).

## Histoire

### En tant que coalition ou candidature électorale

#### Origines de la coalition
Euskadiko Ezkerra était, à l'origine, une candidature créée en 1977 à partir de la plateforme Euskal Erakunde Herritarra (EEH) qui regroupait diverses organisations de gauche, tant abertzales que présentes dans tout l'État espagnol, et qui revendiquait le rétablissement du Statut d'autonomie du Pays basque et l'exercice du droit à l'autodétermination. Cependant, parmi ces organisations, seules Euskal Iraultzarako Alderdia (EIA) et Euskadiko Mugimendu Komunista (EMK) formèrent une coalition pour participer aux élections générales de juin 1977 dans les circonscriptions de Bizkaia, Guipuscoa et Alava, tandis que Unión Navarra de Izquierdas (UNAI), une coalition alliée, présentait une liste dans la circonscription de Navarre.
La proposition de créer cette coalition provenait de EMK - parti politique provenant de ETA Berri, une scission ouvriériste et non-nationaliste de ETA en 1966 - qui souhaitait éviter que la division de la gauche révolutionnaire lors des élections la conduise à la marginalité. De son côté, EIA - créé par une décision de la VII Assemblée de ETA politico-militaire, célébrée en septembre 1976, comme stratégie de déploiement de l'organisation armée - considérait que la dictature franquiste s'était convertie en une démocratie parlementaire bourgeoise et voyait dans la participation aux élections une opportunité stratégique pour la gauche indépendantiste basque. Au sein de Euskal Herriko Alderdi Sozialista (EHAS) - qui était membre de EHH à l'origine et le parti de la Koordinadora Abertzale Sozialista (KAS) le plus proche de ETA Militaire -, il y eut un large débat sur la participation à la coalition proposée par EMK et EIA mais, à la suite des tragiques événements de la Semaine pro-amnistie de mai 1977 qui eut lieu un mois avant les élections, EHAS retira ses candidats et fit campagne pour l'abstention lors de ces élections,.
Finalement, en plus de EIA et EMK, la coalition compta aussi avec l'appui d'Euskal Komunistak (EK), un petit groupe issu de l'Opposition de gauche du PCE (OPI) , récemment détaché du Parti communiste d'Euskadi (PCE-EPK) et qui faisait également partie de la plateforme EEH. De cette manière, Euskadiko Ezkerra se constitua en tant que coalition transversale de gauche réunissant des nationalistes et des non-nationalistes autour des objectifs suivants : statut d'autonomie, droit à l'autodétermination, bilinguisme, dissolution des forces de l'ordre franquistes et mise en marche d'un programme économique contre les monopoles.
La campagne de boycott initiées par KAS fonctionna surtout en Guipuscoa et Biscaye, avec des taux d'abstention de respectivement 23,33 % et 23,62 %, légèrement supérieurs à la moyenne espagnole (21,17 %). Dans les trois provinces d'Euskadi, le Parti nationaliste basque (296 193 voix) et le Parti socialiste ouvrier espagnol (267 897 voix) furent les grands vainqueurs. Euskadiko Ezkerra obtint 61 417 voix, soit 6,07 % des suffrages. De leur côté, ni le Parti Communiste Espagnol (PCE-EPK) avec 45 916 voix, ni le Parti socialiste basque (es) (ESB-PSV) avec 36 002 voix, ni Action Nationaliste Basque (ANV) avec 6 435 voix n'obtinrent une représentation. En Navarre, UNAI obtint 24 489 voix, à quelques centaines de votes d'obtenir un siège de député.
La liste d'Euskadiko Ezkerra obtint un siège au Congrès des Députés pour Francisco Letamendia (qui démissionnera avant la fin de la législature pour rejoindre Herri Batasuna, étant remplacé par Patxi Iturrioz, de EMK) et un siège au Sénat pour Juan María Bandrés ; ces deux sièges étant obtenus dans la circonscription de Gipuzkoa. Les deux élus, qui furent avocats lors du Procès de Burgos en 1970, visitèrent les tombes des derniers militants de ETA Politico-Militaire fusillés par la dictature franquiste afin de promettre « de continuer à lutter jusqu'aux conséquences ultimes pour les mêmes objectifs pour lesquels ils étaient morts».

#### Premières scissions et incorporations
Le poids de la campagne électorale d'Euskadiko Ezkerra (EE) a été principalement assumé par EMK, grâce à la capacité de travail de ses militants, son organisation et son infrastructure. EIA, qui n'avait pas les mêmes avantages, profitait de son côté d'une popularité héritée d'ETA qui lui permettait de « prendre des voix ». Les relativement bons résultats obtenus aux élections furent salués par ETA politico-militaire, qui les considérait comme les siens, et la direction de EIA se considérait légitime pour imposer son hégémonie à la coalition, marginalisant les autres composantes. Dès le début, il y eut ainsi des frictions entre EIA et EMK, le second accusant le premier d'agir comme s'il était le seul porte-parole d'Euskadiko Ezkerra, ce à quoi il faut ajouter le refus d'EIA, malgré les pressions d'EMK, de condamner la violence pratiquée par son bras armé.
Malgré le fait qu'il ait été l'un des partis nationalistes basques à participer à la Mesa de Alsasua, Euskal Iraultzarako Alderdia (EIA) refuse de participer à la création de Herri Batasuna (HB) et accepte le régime pré-autonomique, situé en deçà des revendications d’auto-gouvernement du nationalisme basque et séparant administrativement la Navarre et le Pays basque. Conséquence de cette décision, beaucoup de militants de Euskadiko Ezkerra (y compris des candidats importants aux élections comme Pedro Solabarria, Felix Egia, Francisco Letamendia et Iñaki Esnaola) quittèrent la coalition pour rejoindre Herri Batasuna.
Dans le même temps, Euskadiko Ezkerra reçoit le soutien de l'éphémère « ANV Historique », une scission d'Action Nationaliste Basque (ANV) dirigée par Gonzalo Nárdiz et opposée à l'intégration d'ANV au sein d'Herri Batasuna.
En janvier 1978, la section basque de l'Organisation de Gauche Communiste (OIC) - qui était déjà membre de la coalition navarraise UNAI - rejoint Euskadiko Ezkerra avec le soutien de Euskadiko Mugimendu Komunista (EMK). Dès le mois suivant, ces deux formations (OIC et EMK), ainsi que Euskal Komunistak, abandonnèrent EE en raison de leur désaccord avec la nomination de Juan María Bandrés (es) au conseil général basque (es) en tant que Conseiller des Transports avec le vote favorable du Parti nationaliste basque (PNV). Ces trois organisations considèrent désormais que la coalition n'existe plus.
En octobre 1978, un groupe d'intellectuels jusqu'alors membres de Herri Alderdi Sozialista Iraultzailea (HASI), regroupés au sein de l'Euskal Kidego Iraultzaile Abertzalea (EKIA), rejoint EE, provoquant les protestations de EMK et OIC. L'Organisation Révolutionnaire des Travailleurs (ORT) protesta également, avançant qu'ils avaient également demandé leur intégration à la coalition et que cette pétition fut refusée malgré le soutien d'EMK et le respect de la condition - imposée par Mario Onaindia selon l'ORT - d'être « un parti révolutionnaire avec lequel il est possible de collaborer dans un moment défini ».
En novembre, après la démission de Letamendia en tant que député du Congrès, Bandrés demanda, à l'initiative d'EIA, l'enregistrement d'Euskadiko Ezkerra en tant que parti politique, étendant son champ d'action à la Navarre et rompant les liens, de fait, avec la coalition UNAI. En tant que parti, EE souhaitait « l'obtention d'un large statut d'autonomie pour le Pays basque, une communauté socialiste de peuples souverains dans laquelle s'articuleraient les nationalités ainsi que le développement de la culture basque dans tout Euskal Herria ». Au cours de la campagne du référendum visant à adopter la Constitution espagnole, en décembre 1978, EE fit campagne pour le « Non » car le texte ne parlait pas de droit à l'autodétermination.
Lors des élections au Parlement de Navarre d'avril 1979, Euzkadi Ezkerra se présenta au sein de la coalition Nationalistes Basques (avec le Parti nationaliste basque, Euskal Sozialistak Elkartzeko Indarra et le Parti du Travail d'Espagne) dans la zone de Pampelune et au sein des Regroupements Electoraux des mérindades (avec Herri Batasuna et Euskadiko Mugimendu Komunista) dans les zones de la Estella, de Sangüesa et d'Olite. Pour autant, sa représentation électorale resta faible en Navarre et ce sera seulement lors des élections de 1987 qu'Euskadiko Ezkerra obtiendra un élu.
En mars 1979, de nouvelles élections générales eurent lieu où Euskadiko Ezkerra se présenta une nouvelle fois, sans le soutien d'EMK. De plus, une autre coalition de la gauche indépendantiste basque se présentait, considérée comme proche d'ETA militaire, Herri Batasuna. Cette dernière candidature regroupait des formations politiques ayant appelé au boycott en 1977, des candidats indépendants à cette même élection mais aussi d'anciens candidats d'EE, notamment Francisco Letamendia. Si les résultats électoraux confortèrent le poids politique d'EE, avec plus de 85 000 voix et un député, Herri Batasuna remporta la confrontation interne à l'indépendantisme basque en obtenant deux fois plus de voix et deux députés supplémentaires.

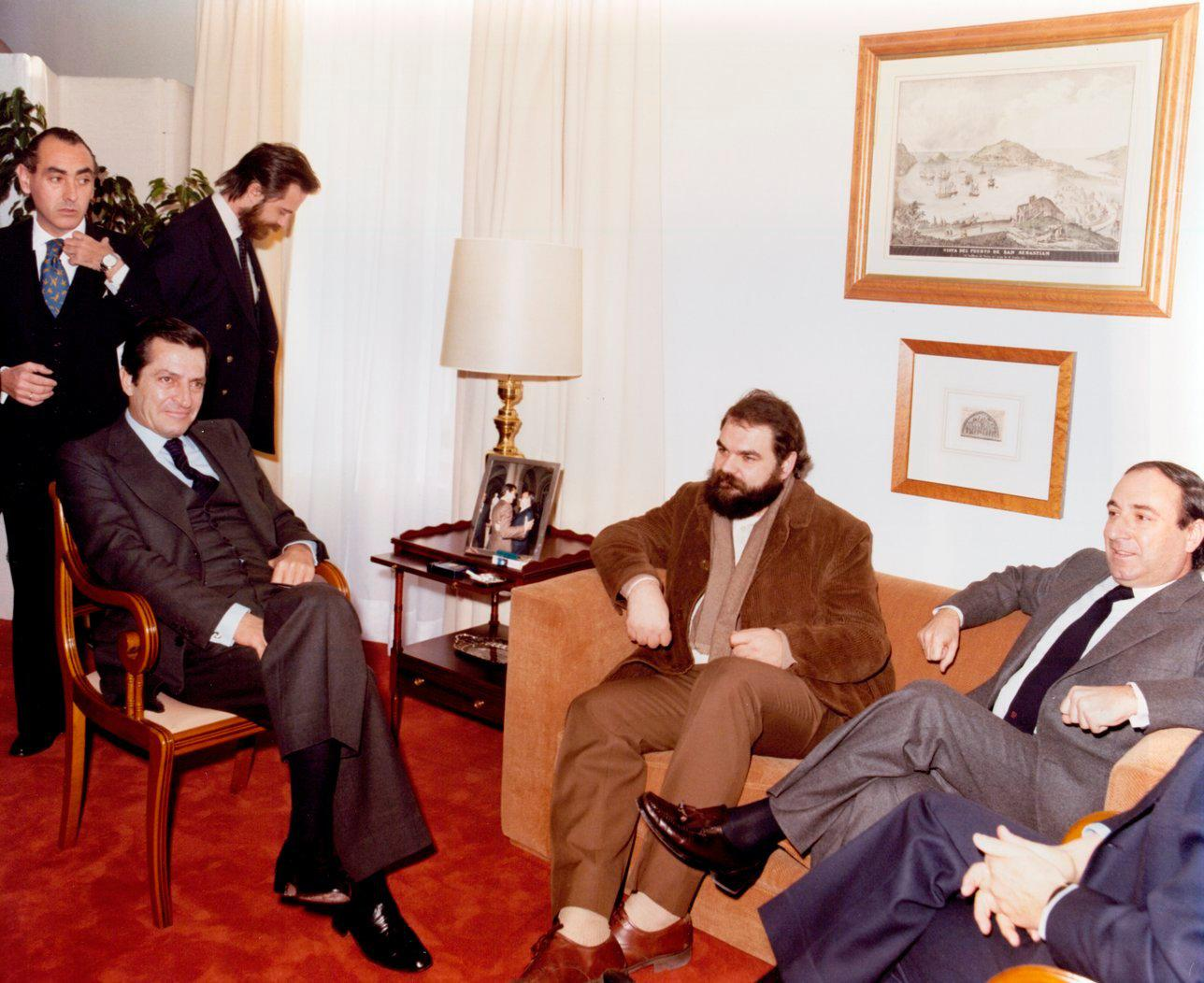
Adolfo Suárez, président du Gouvernement espagnol, réuni avec les dirigeants d'EE Mario Onaindia et Juan María Bandrés en décembre 1980.

En octobre 1979, Euskadiko Ezkerra se déclara en faveur du Statut d'autonomie du Pays basque, tout comme l'organisation ETA politico-militaire qui, par deux fois, interrompit les programmes de TVE afin de solliciter le « Oui » au référendum. À partir de là, la défense du statut autonomique récemment adopté sera l'une des principales revendications d'EE. Cela, en parallèle de la stagnation d'EIA (parti organisé selon le modèle de la Troisième Internationale qu'il abandonnera progressivement) et de l'augmentation de l'influence et de la renommée électorale d'Euskadiko Ezkerra, provoqua, en juin 1981, la dissolution d'EIA et son intégration totale au sein d'Euskadiko Ezkerra.

### En tant que parti politique

#### Refondation en tant que parti politique
En mars 1982, en union avec le secteur majoritaire du Parti Communiste d'Euskadi (PCE-EPK), dirigé par son secrétaire général Roberto Lertxundi (es), se constitua un nouveau parti politique nommé Euskadiko Ezkerra-Izquierda para el Socialismo (EE-IPS, Gauche basque-Gauche pour le Socialisme), même si le plus fréquemment seul le nom Euskadiko Ezkerra était utilisé. Ainsi, la formation abandonna définitivement sa définition explicitement nationaliste basque pour se définir comme « socialiste abertzale ».
À cette nouvelle EE s'ajouta également le "Collectif ESEI", un groupe d'anciens militants d'Euskal Sozialistak Elkartzeko Indarra (ESEI), parti qui avait pris la décision, quelques mois plus tôt, de se dissoudre en raison de l'absence d'espace électoral ainsi que d'anciens militants d'Euskadiko Mugimendu Komunista (EMK), de la Liga Komunista Iraultzailea (LKI) et du Parti Socialiste Ouvrier Espagnol (PSOE-PSE).
Le premier comité central ("Biltzar Tappia") regroupait en son sein les différentes tendances : 38 membres d'Aketegi, 38 membres venant du PCE-EPK, 33 de la Nouvelle Gauche et 2 indépendants. Son secrétaire général était Mario Onaindia, qui dirigeait la tendance Aketegi, majoritaire au sein d'EIA et sur la même ligne que la tendance menée par Roberto Lertxundi de construire des alliances entre les forces de la gauche basque, dépassant les divisions entre nationalistes et non-nationalistes, d'un côté, ainsi qu'entre socialistes et communistes, de l'autre côté. Juan María Bandrés fut élu président, renouvelant son mandat lors des congrès suivants.
Euskadiko Ezkerra avait, dès ses débuts, une claire relation d'interdépendance avec ETA politico-militaire, évitant de se prononcer sur ses actions. Pourtant, les actions de ETA (pm) mettaient en difficulté EE face à l'opinion publique et interférait dans son activité politique, ce qui amena EE à refuser la stratégie armée et à jouer un rôle fondamental, notamment de la part de Bandrés et Onaindia, pour la dissolution de la fraction VII Assemblée de cette organisation, qui fut annoncée le 30 septembre 1982 au cours d'une conférence de presse à visages découverts. Cette décision fut prise à la suite d'une négociation entre les dirigeants d'EE et le gouvernement espagnol afin que les militants d'ETA (pm) accèdent à des mesures de grâce. En réalité, cette décision d'arrêter la lutte armée fut minoritaire au sein de l'organisation, la fraction VIII Assemblée continuant d'être active, ses militants (surnommés les "milikis") à ETA Militaire.
Dans le même temps, EE évolua de positions marxistes classiques vers l'eurocommunisme puis, dans un second temps, se convertit en un parti social-démocrate à tendance basquiste. Ces changements provoquèrent de nombreuses dissensions en son sein. En décembre 1982, le courant critique Nouvelle Gauche, dirigée par le secrétaire général en Navarre Bixente Serrano Izko, quitta EE, l'accusant de se "droitiser" et de se rapprocher du PSOE, ayant abandonné son origine abertzale,. Quelque temps après, ce courant rejoindra la Liga Komunista Iraultzailea (LKI), Langile Abertzale Iraultzaileen Alderdia (LAIA) et Euskadiko Mugimendu Komunista (EMK) au sein de la coalition Auzolan. De son côté, EE expulsa un petit groupe trotskiste, Ezkerra Marxista, qui provenait déjà d'une exclusion du Parti socialiste ouvrier espagnol (PSOE) et de l'Union générale des travailleurs (UGT) de la province d'Alava.

#### Élection d'Aulestia comme secrétaire général
En janvier 1985, EE organisa son Second Congrès, élisant à la fonction de secrétaire général Kepa Aulestia, qui optait pour un positionnement plus nationaliste que son prédécesseur et s'opposait à l'entrée de l'Espagne au sein de l'OTAN, quelque temps avant le référendum de 1986.
À la suite de la scission connue par le Parti nationaliste basque (PNV) et de la création d'Eusko Alkartasuna (EA), qui occasionnèrent la convocation des élections au Parlement basque de 1986, lors desquelles le Parti Socialiste d'Euskadi (PSE-PSOE) relégua à la seconde place en nombre de sièges le PNV, EA et EE débutèrent des conversations avec le PSE-PSOE pour négocier un programme de gouvernement tripartite. Cet accord sera finalement refusé par le PSE-PSOE, qui préféra gouverner avec le PNV, mais EE et EA continuèrent leurs discussions et créèrent plusieurs coalitions municipales.
En janvier 1988, Kepa Aulestia signa le Pacte d'Ajuria Enea pour la paix et contre le terrorisme et, en mai, il fut réélu secrétaire général d'Euskadiko Ezkerra lors du Troisième Congrès. En décembre 1988, la direction d'EE décida d'accepter la Constitution espagnole, modifiant ainsi sa position décidée une décennie auparavant, ce qui ne fut pas accepté facilement par une partie des militants.
En février 1990, le Parlement basque approuva une résolution en faveur de l'exercice du droit à l'autodétermination, un texte cosigné par Euskadiko Ezkerra, le Parti nationaliste basque et Eusko Alkartasuna. Une des principales propositions d'EE pour les élections organisées la même année était de réformer l'État des autonomies pour le convertir en État fédéral.

#### Intégration au Parti Socialiste d'Euskadi
Les mauvais résultats obtenus lors des élections de 1990, pour lesquelles la direction d'Euskadiko Ezkerra avait refusé un accord avec Izquierda Unida-Ezker Batua, déclenchèrent une crise au sein de la formation entre deux tendances : Rénovation Démocratique et Auñamendi. Ces deux tendances étaient social-démocrates mais postulaient pour des stratégies d'alliance différentes : la première préférant se rapprocher du Parti socialiste ouvrier espagnol, tandis que la seconde préférait une alliance avec Eusko Alkartasuna.
En 1991, Euskadiko Ezkerra intégra le gouvernement de la Communauté autonome basque en coalition avec le PNV et EA. Pourtant, lors du Quatrième Congrès célébré en février de la même année, Juan María Bandrés fut réélu président et Jon Larrinaga fut élu secrétaire général, tous deux membres du courant Rénovation Démocratique et souhaitant une adhésion à l'Internationale socialiste ainsi qu'un rapprochement avec le Parti s ocialiste d'Euskadi (PSE), la fédération basque du PSOE. Au cours du congrès, les affrontements furent tendus et la tendance majoritaire l'emporta finalement avec une avance étroite.
En septembre 1991, Eusko Alkartasuna (EA) fut expulsé du gouvernement de coalition pour avoir appuyé des motions favorables à l'indépendance présentées par Herri Batasuna (HB) dans plusieurs conseils municipaux. Les parlementaires d'Euskadiko Ezkerra membres de la tendance Auñamendi (cinq des six que comptait EE) s'opposèrent à cette décision et furent expulsés du parti, dont l'ancien secrétaire général Kepa Aulestia, ainsi que de nombreux militants et la totalité de la direction dans la province du Gipuzkoa. Cette décision provoqua la rupture entre les deux courants, actée lors du Cinquième Congrès convoquée de manière extraordinaire à la demande de la tendance Auñamendi, cette dernière abandonnant Euskadio Ezkerra pour former un nouveau parti.
En mars 1993, lors du Sixième Congrès d'Euskadiko Ezkerra, une majorité de militants approuva la fusion avec le PSE-PSOE, donnant naissance au nouveau Partido Socialiste de Euskadi-Euskadiko Ezkerra (PSE-EE) "avec l'objectif de devenir une alternative au Parti nationaliste basque (PNV) pour le gouvernement d'Euskadi". Plusieurs dirigeants d'EE obtinrent des postes importants au sein du nouveau parti, comme Mario Onaindia, nommé vice-président. D'autres, en revanche, comme Xabier Izko de la Iglesia ou Roberto Lertxundi, abandonnèrent le parti car ils n'acceptaient pas la fusion.
En Navarre, Euskadiko Ezkerra disparut. Les militants rejoignant le Parti socialiste de Navarre, la Gauche unie de Navarre (es) ou, pour la majorité, diverses formations du nationalisme basque, notamment Eusko Alkartasuna.

### Évolution postérieure
Les militants membres du courant Auñamendi, en désaccord avec la fusion qu'il considérait comme étant une absorption (voire un « achat » au regard de la dette importante d'Euskadiko Ezkerra) créèrent un nouveau parti, Euskal Ezkerra (es) (EuE), qui forma une coalition électorale avec Eusko Alkartasuna (EA). L'échec connu lors des élections générales de 1993 amena EuE à se séparer de la coalition et de refuser la proposition de se fondre dans Eusko Alkartasuna, puis à se dissoudre. Plusieurs de ses membres importants, comme Patxi Baztarrika, rejoignirent le Parti nationaliste basque après avoir tenté de proposer une collaboration entre les deux partis.
Les bons résultats obtenus par le PSE-EE lors de ces mêmes élections, au cours desquelles le parti devint la première force politique du Pays basque avec 24,52 % des voix et obtint sept députés ainsi que sept sénateurs, ne se répétèrent pas lors des élections au Parlement basque de 1994. Lors de celles-ci, le PSE-EE obtient de plus mauvais résultats que le PSE en 1990, perdant dix parlementaires par rapport à ce qu'avaient les deux formations séparément, ce qui provoqua le départ de beaucoup de militants venant d'Euskadiko Ezkerra, inquiets par l'abandon progressif du "projet basquiste" ainsi que par les cas de corruption, les fonds réservés du ministère de l'Intérieur ainsi que par les GAL. L'un des premiers qui abandonna la formation fut l'ancien président d'EE, Juan María Bandrés.
Malgré la rapide perte d'influence au sein du PSE-EE, quelques anciens membres d'Euskadiko Ezkerra seront membres du gouvernement basque socialiste présidé par Patxi López entre 2009 et 2012, comme le vice-conseiller aux politiques linguistiques, Ramón Etxezarreta, ou le vice-conseiller d'Industrie, Xabier Garmendia.

## Membres connus
Entre autres militants, furent notamment membres d'Euskadiko Ezkerra : Rosa Olivares (es), Francisco Letamendia, Patxi Iturrioz, Juan María Bandrés, Mario Onaindia, Xabier Izko de la Iglesia, Teo Uriarte, Kepa Aulestia, Xabier Gurrutxaga, Martin Auzmendi, Patxi Baztarrika, Koro Garmendia, Arantza Mendizábal (es), Xabier Markiegi, Ramón Etxezarreta, Iñaki Pérez Beotegi, José Antonio Pérez Gabarain, Jorge Mori Igoa, Mikel Sorauren, Juan José Olaberria, Roberto Lertxundi, Juan Astigarrabía, Jon Larrinaga, Jon Juaristi, Javier Erice, Pedro Solabarria, Félix Egia, Iñaki Esnaola, Patxi Bisquert, Txema Portillo ou encore Bixente Serrano Izko.

## Logo
L'évolution politique de la formation se refléta également dans les différents logos adoptés. Ainsi, le premier logo d'Euskadiko Ezkerra était un dessin avant-gardiste qui superposait les deux initiales en deux plans, noir et violet, et dessinait un poing serré de couleur rouge, tout cela sur fond blanc, une œuvre de Manu Mazpule. Avec la refondation en tant que parti, ce logo fut remplacé par un autre assez similaire, mais qui comportait la moitié d'une ikurriña dans la partie gauche et un "E" majuscule en blanc et noir à droite, comme rappel du logo antérieur. À la suite de la signature du Pacte d'Ajuria Enea, le logo fut complètement modifié et représentait l'arbre de Guernica sur le sigle d'Euskadiko Ezkerra.

## Résultats électoraux

### Élections générales
| Année | Voix    | %    | Tête de liste        | Députés | Sénateurs |
| ----- | ------- | ---- | -------------------- | ------- | --------- |
| 1977  | 61 417  | 0,34 | Francisco Letamendia | 1       | 1         |
| 1979  | 85 677  | 0,48 | Juan María Bandrés   | 1       | 0         |
| 1982  | 100 326 | 0,48 | Juan María Bandrés   | 1       | 0         |
| 1986  | 107 053 | 0,53 | Juan María Bandrés   | 2       | 0         |
| 1989  | 105 238 | 0,51 | Koro Garmendia       | 2       | 0         |

### Élections municipales
| Année | Voix    | %    | Conseillers municipaux |
| ----- | ------- | ---- | ---------------------- |
| 1979  | 67 260  | 0,35 | 85                     |
| 1983  | 76 950  | 0,40 | 123                    |
| 1987  | 107 354 | 0,55 | 157                    |
| 1991  | 71 382  | 0,38 | 105                    |

### Élections aux Juntas Generales (provinciales)
| Année | Voix    | %    | Conseillers |
| ----- | ------- | ---- | ----------- |
| 1979  | 89 953  | 9,82 | 14          |
| 1983  | 79 158  | 7,96 | 6           |
| 1987  | 106 797 | 9,99 | 12          |
| 1991  | 68 139  | 6,93 | 8           |

### Élections au Parlement basque
| Année | Voix    | %     | Députés | Position |
| ----- | ------- | ----- | ------- | -------- |
| 1980  | 89 953  | 9,82  | 6       | 4°       |
| 1984  | 85 671  | 7,98  | 6       | 5°       |
| 1986  | 124 423 | 10,88 | 9       | 5°       |
| 1990  | 79 105  | 7,78  | 6       | 6°       |

### Élections au Parlement de Navarre
| Année | Voix  | %    | Députés | Position |
| ----- | ----- | ---- | ------- | -------- |
| 1983  | 6 292 | 2,38 | 0       | 8°       |
| 1987  | 9 618 | 3,44 | 1       | 8°       |
| 1991  | 5 824 | 2,12 | 0       | 7°       |

### Élections au Parlement européen
| Année | Voix                          | Votes   | %    | Eurodéputé | Tête de liste      |
| ----- | ----------------------------- | ------- | ---- | ---------- | ------------------ |
| 1987  | Izquierda de los Pueblos (es) | 261 328 | 1,36 | 0          | Mario Onaindia     |
| 1989  | Izquierda de los Pueblos (es) | 290 286 | 1,83 | 1          | Juan María Bandrés |